# Hyperpop
Hyperpop ist eine lose definierte Musikbewegung und Mikrogenre, das Anfang bis Mitte der 2010er Jahre hauptsächlich im Vereinigten Königreich entstand. Es zeichnet sich durch eine maximalistische oder überspitzte Herangehensweise an populäre Musik aus, deren Künstler üblicherweise Pop- und Avantgarde-Empfinden vereinen, während sie sich an Themen aus Electronic, Hip-Hop und Tanzmusik bedienen.
Der Ursprung der Hyperpop-Szene geht auf eine Vielzahl von Ausgangspunkten zurück. Einige werden allgemein auf die Produktionen vom britischen Plattenlabel und Kollektiv PC Music zurückgeführt, darunter der Produzent und Labelchef A. G. Cook und Künstler wie Sophie und Charli XCX. Musik, die mit dieser Szene in Verbindung gebracht wird, erhielt im August 2019 größere Aufmerksamkeit, als Spotify den Begriff „Hyperpop“ als Namen einer Playlist mit Künstlern wie Cook und 100 Gecs verwendete. Das Genre verbreitete sich beim jüngeren Publikum über Social-Media-Plattformen, insbesondere TikTok.
Die Bewegung wird oft mit LGBTQ+-Online-Communities in Verbindung gebracht. Viele ihrer zentralen Persönlichkeiten identifizieren sich als transgender, nicht-binär oder homosexuell. „Digicore“ und „Glitchcore“ sind zeitgleiche Bewegungen, die aufgrund der Überschneidungen der Künstler gelegentlich mit „Hyperpop“ verwechselt werden.

## Merkmale
Hyperpop spiegelt eine übertriebene, eklektische und selbstreferenzielle Herangehensweise an Popmusik wider und verwendet typischerweise Elemente wie aufdringliche Synthesizermelodien, Auto-Tune-Ohrwurm-Gesangspassagen und übermäßige Komprimierung und Verzerrung sowie surrealistische oder nostalgische Verweise auf die Internetkultur der 2000er Jahre und die Web 2.0-Ära. Zu den gemeinsamen Merkmalen gehören stark klangbearbeiteter Gesang, metallische, melodische Perkussionsklänge, tonhöhenverändernde Synthesizer, eingängige Refrains, kurze Songlängen und eine „kitschige Ästhetik“, die angstbesetzten Texten gegenübersteht. Mark Richardson vom Wall Street Journal beschrieb das Genre als Zuspitzung aller „künstlichen“ Konzepte populärer Musik, was zu „einer Wand aus cartoonartigem Rauschen führt, die einprägsame Melodien und Hooklines umspannt. Die Musik flirrt zwischen Schönheit und Hässlichkeit, während schillernde Melodien auf eine demolierte Instrumentierung stoßen“. Joe Vitagliano beschrieb es für das Magazin American Songwriter als „ein aufregendes, bombastisches und ikonoklastisches Genre – wenn man es überhaupt als ‚Genre‘ bezeichnen kann – […] mit Sägezahn-Synthesizern, Auto-Tune-Gesang, von Glitch inspirierter Perkussion und einer eindeutigen spätkapitalistisch-dystopischen Stimmung“. Die Künstler bewegen sich oft „gleichzeitig in den Avantgarde- und in den Pop-Charts“.
Laut der Vice-Journalistin Eli Enis ist Hyperpop weniger durch musiktechnische Detailfragen begründet als durch „ein gemeinsames Ethos der Grenzüberschreitung von Genres überhaupt, während er immer noch im Kontext des Pop operiert“. Die Künstler dieses Stils zeigen eine „Tendenz, Musikstile wieder hochzubringen, die schon lange aus der Mode gekommen waren, und ständig zu hinterfragen, was ‚cool‘ oder künstlerisch ist und was nicht“. Der Stil kann Elemente aus einer Reihe von Stilen mischen, darunter Bubblegum, Trance, Eurohouse, Emo-Rap, Nu Metal, Cloud Rap, J-Pop und K-Pop. Der Einfluss von Cloud Rap, Emo, Lo-Fi Trap, Trance, Dubstep und Chiptune ist im Hyperpop klar ersichtlich, ebenso wie surreale und zufällige Qualitäten, die seit Mitte der 2010er Jahre stark vom Hip-Hop beeinflusst sind. The Atlantic bemerkte die Art und Weise, wie das Genre „die Tricks der US-amerikanischen Top-40-Charts aus Gegenwart und Vergangenheit durcheinander wirbelt und antreibt: ein Janet-Jackson-Trommelschlag hier, ein Depeche-Mode-Synthesizer-Quietschton dort, der überschwängliche Elan von alles durchdringendem Novelty-Geklimper“, stellte aber auch fest, „dass das Genre eine Lust auf die Frechheit von Punk, die Angeberei von Hip-Hop und den Lärm von Metal hat“. Einige der eher surrealen und unkonventionellen Qualitäten des Stils stammen aus dem Hip-Hop der 2010er Jahre.
Hyperpop wird häufig mit der LGBTQ+-Community und der Queer-Ästhetik in Verbindung gebracht. Mehrere seiner wichtigsten Vertreter identifizieren sich als transgender, nicht-binär oder homosexuell. Die Gewichtung der Stimmmodulation in diesem Genre hat es den Künstlern ermöglicht, mit dem Gender-Ausdruck ihrer Stimmen zu experimentieren.

## Ursprünge

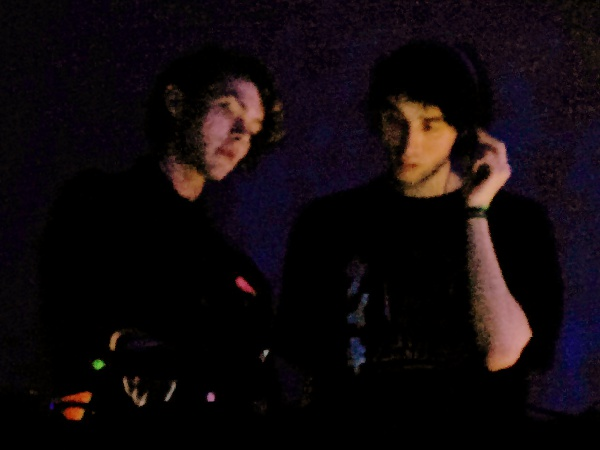
Die schottische Musikerin Sophie (links) und der englische Musiker A. G. Cook (rechts) gelten als Wegbereiter des Hyperpop

Der Begriff „Hyperpop“ wurde im Oktober 1988 von dem Schriftsteller Don Shewey in einem Artikel über die schottische Band Cocteau Twins geprägt, in dem er feststellte, dass England „in den 1980er Jahren die gleichzeitigen Phänomene von Hyperpop und Antipop hervorgebracht hatte“. Shewey stellte auch fest, dass „modebewusste Hype-Experten wie Malcolm McLaren, Paul Morley (der Rockjournalist, der Frankie Goes to Hollywood erfunden hat) und Neil Tennant von den Pet Shop Boys – allesamt Hauptvertreter eines unmittelbar veralteten, eskapistischen Disco-Pop – die Star-Maschinerie des Pop auf sich selbst zurückgerichtet haben und genauso viel kreative Energie auf die Manipulation der Medien wie auf das Musikmachen verwendet haben“. Der Begriff „Hyperpop“ wurde manchmal in der Nightcore-Musikszene auf SoundCloud als Genrebezeichnung verwendet. Der Spotify-Analyst Glenn McDonald gab an, dass er den Begriff erstmals 2014 in Bezug auf das britische Label PC Music verwendet sah, war aber der Meinung, dass der Name erst 2018 als Mikrogenre anerkannt wurde. Obwohl viele andere Künstler und Labels wie Meishi Smile und Maltine Records die Szene beeinflusst haben, werden die Ursprünge des Stils in der Regel auf die Produktionen von PC Music Mitte der 2010er Jahre zurückgeführt, wobei Hyperpop-Künstler entweder mit dem Label direkt verbunden oder unmittelbar von ihm inspiriert waren. Will Pritchard von The Independent erklärte: „Man kann [Hyperpop] nicht nur als Ausdruck für die Genres sehen, auf die er zurückgeht, sondern auch für die Szene, die sich in den frühen 2010er Jahren im Vereinigten Königreich um A. G. Cooks Label PC Music (unter anderem eine frühe Heimat für Sophie und Charli XCX) entwickelte.“
Es gab noch viele andere Vorläufer des Genres, wie Pritchard erklärte: „für einige wird das von Hyperpop abgedeckte Gebiet nicht so neu erscheinen“. Er nannte „Ausreißer“ des New Rave der 2000er Jahre (wie etwa Test Icicles) und die PC-Music-Zeitgenossen Rustie und Hudson Mohawke, die ähnliche Ansätze verfolgten. Zu den beiden letztgenannten Künstlern merkte er an, dass ihre „fluoreszierenden, an Trance erinnernden Vermischungen von Dance und Hip-Hop an einen Großteil des heutigen Hyperpop erinnern“. Ein weiterer Künstler, der die Hyperpop-Szene stark beeinflusst hat, ist Yasutaka Nakata. A. G. Cook hat Max Tundra, J Dilla und Kate Bush als persönlich wichtige Einflüsse auf die Ästhetik von PC Music genannt. Heather Phares von AllMusic erklärte, das Schaffen der Band Sleigh Bells sei ein Vorbote des Hyperpop und anderer Künstler gewesen, die „dreist Genregrenzen ignorieren und die Extreme von süß und schwer vereinen“. Ian Cohen von Pitchfork erklärte in ähnlicher Weise, der Begriff hätte Sleigh Bells beschrieben, bevor es ein dominantes Genre wurde. Eilish Gilligan von Junkee, einer australischen Webseite für Populärkultur und Nachrichten, schrieb Kesha einen Einfluss auf das Genre zu und erklärte, dass ihr „quietschender, halb gesprochener Gesang in [ihrem Song Blow] und ihre gesamte frühe Arbeit tatsächlich an viele der angestrengten Stimmen im heutigen Hyperpop erinnert“, ebenso wie Britney Spears, deren „Tanzflächenfüller ‚Till The World Ends‘, ‚Hold It Against Me‘ und ‚I Wanna Go‘ aus dem Jahr 2011 die gleichen stampfenden Beats aufweisen, die den modernen Hyperpop prägen.“
Spotify-Redakteurin Lizzy Szabo bezeichnete A. G. Cook als den „Paten“ des Hyperpop. Laut Enis hat PC Music „den Grundstein für die melodische Überschwänglichkeit und die cartoonartige Produktion [des Genres] gelegt“, wobei einige der surrealistischen Qualitäten des Hyperpop auch aus dem Hip-Hop der 2010er Jahre stammen. Sie erklärt, dass Hyperpop auf dem Einfluss von PC Music aufbaut, aber auch die Klänge von Emo Rap, Cloud Rap, Trap, Trance, Dubstep und Chiptune einbezieht. Unter Cooks häufigen Kollaborateuren beschrieben Variety und die New York Times die Arbeit von Sophie als Pionierin des Stils, während Charli XCX von Vice als „Königin“ des Stils bezeichnet wurde. Ihr Mixtape Pop 2 aus dem Jahr 2017 legte eine Vorlage für den Sound fest, mit „extravaganten“ Produktionen von A. G. Cook, Sophie, Umru und Easyfun sowie „einer titelgebenden Mission, dem Pop – klanglich, spirituell, ästhetisch – ein Facelifting für das moderne Zeitalter zu geben.“
Zu anderen Künstlern, die mit dem Begriff in Verbindung gebracht werden, gehören 100 Gecs, deren Debütalbum 1000 Gecs (2019) Millionen von Wiedergaben auf Streaming-Diensten erreichte und zur Festigung des Stils beitrug. Laut Pritchards Beschreibung treiben 100 Gecs den Hyperpop „zu seinen extremsten, und extrem eingängigen, Ergebnissen: stadiongroße Trap-Beats, die bis zur annähernden Zerstörung bearbeitet und verzerrt sind, überreizter Emo-Gesang und Kaskaden von Rave-Arpeggios“.

## Popularität
Im August 2019 startete Spotify die Playlist „Hyperpop“, die das Genre weiter zementierte und Gastkurationen von 100 Gecs und anderen enthielt. Andere Künstler, die in der Playlist vertreten waren, waren A. G. Cook, Slayyyter, Gupi, Caroline Polachek, Hannah Diamond, und Kim Petras. Szabo und ihre Kollegen kamen auf den Namen für ihre Playlist im August 2019, nachdem McDonald den Begriff in den Metadaten der Webseite entdeckt und ihn als Mikrogenre klassifiziert hatte. Im November fügte Cook der Playlist Künstler wie J Dilla und Kate Bush hinzu, was den Umfang des Genres weiter verwirrte.
Laut Vice entstand 2019 nach den 100 Gecs eine zweite Welle des Hyperpop, welche sich durch den Einfluss von Cloud Rap, Emo und dem Produktionsstil von Dylan Brady vom Musikduo 100 Gecs auszeichnet.
Die Popularität des Genres begann 2020 mit der Bekanntheit der Spotify-Playlist und seiner Verbreitung bei einem jüngeren Publikum in den sozialen Medien, z. B. auf TikTok, zu steigen. Hyperpop-Alben wie How I'm Feeling Now (2020) von Charli XCX und Apple (2020) von A. G. Cook erschienen auf den Jahresendlisten 2020 der Kritiker. International wurde Hyperpop in Australien, China und hispanischen Ländern wie Argentinien, Chile, Mexiko und Spanien bekannt, wo sich spanischsprachige Künstler und Produzenten eingehend mit dem Mikrogenre befassten. Ben Jolley vom Nylon Magazin bezeichnete Putochinomaricón aus Spanien als einen der „größten Namen der Szene“.
Mitte-Ende 2020 verzeichnete die Social-Media-Plattform TikTok einen Anstieg der Popularität von Hyperpop-Songs, die hauptsächlich im Bereich des sogenannten „Alt TikTok“, der alternativen, hypefreien und Gen-Z-humoristischen Seite von TikTok, verwendet wurden. Seit März 2022 sind auf TikTok Videos mit dem Hashtag „Hyperpop“ auf fast 400 Millionen Aufrufe angestiegen. Ein Grund für die steigende Beliebtheit des Genres auf der Plattform ist die Tatsache, dass die Art der Plattform schwere Beats bevorzugt, zu denen die Schöpfer tanzen und Übergänge schaffen können. Creator haben Hyperpop-Sounds in ihren Videos verwendet und den Aufstieg des Genres auf der Plattform vorangetrieben, indem sie Millionen von Nutzern erreicht hatten.
Während die erste Welle des Hyperpop eine Satire und Hommage an das Genre der Popmusik war, war die zweite Welle eine Replikation und Hommage an die Künstler, die in der Hyperpop-Playlist von Spotify enthalten waren, was die Community spaltete.

## Verwandte Genres

### Digicore
Digicore (nicht zu verwechseln mit Digital Hardcore) ist ein dem Hyperpop ähnliches Genre. Der Begriff („Digi“ ist die Abkürzung für „digital“) wurde Mitte der 2010er Jahre von einer Online-Community jugendlicher Musiker übernommen, die über Discord kommunizierten, um sich von der bereits bestehenden Hyperpop-Szene abzugrenzen. Sie unterscheidet sich von der Hyperpop-Szene vor allem durch die Identität ihrer Künstler unter dem Aspekt „Race“, aber es gibt auch ein gewisses Maß an Überschneidungen zwischen den beiden Szenen. Die Künstler bedienen sich häufig aus verschiedenen Genres wie unter anderem Midwestern Emo, Trance und Chicago Drill. Die Anfänge des Digicore sind in der Internetkultur verwurzelt, wobei viele beliebte Produzenten des Genres zwischen 15 und 18 Jahre alt sind und Plattformen wie Discord nutzen, um sich auszutauschen. Im Jahr 2018 startete Dalton (eine Bezugsperson für Digicore-Künstler) einen Minecraft- und Discord-Server namens Loser's Club, der zu einem Zufluchtsort für einige der beliebtesten Künstler der Digicore-Szene wie Quinn, Glaive, Funeral, Midwxst und Angelus wurde. Dieser Sinn für Gemeinschaft und Zusammenarbeit wurde zu zentralen Grundpfeilern innerhalb der Szene und hat zum Anstieg der Popularität des Genres insgesamt beigetragen. Dabei bevorzugt eine Mehrheit der Szene die Auffassung, dass diese Popularität dem Kollektiv zuzuschreiben ist, anstatt den Einzelpersonen. Im Jahr 2021 erhielt das Digicore-Album Frailty von Jane Remover Lob von den Mainstream-Musikseiten Pitchfork und Paste.

### Glitchcore
Glitchcore, ein mit Hyperpop und Digicore verwandtes Genre, zeichnet sich häufig durch hohen Gesang, scharfe 808er und gehäufte Hi-Hats aus. In einem Artikel heißt es: „Glitchcore ist Hyperpop auf Steroiden“, was sich auf den übertriebenen Gesang, die Verzerrungen, die Glitch-Geräusche und andere Pop-Elemente im Glitchcore bezieht.
Stef, ein Produzent des beliebten Hyperpop- und Glitchcore-Kollektivs Helix Tears, erklärte, dass es durchaus einen Unterschied zwischen den beiden Genres gibt: „Hyperpop ist melodischer und poppiger“, während „Glitchcore unbeschreiblich ist“. Ähnlich wie Digicore besteht Glitchcore in der Regel aus einer jüngeren Gruppe von Künstlern als der traditionelle Hyperpop.
TikTok spielte eine Schlüsselrolle bei der Popularisierung von Glitchcore, und zwar durch Videobearbeitungen zu den beiden viralen Glitchcore-Songs NEVER MET! von CMTEN und Glitch Gum und Pressure von David Shawty und Yungster Jack. Glitchcore wird auch mit einer spezifischen visuellen Ästhetik assoziiert, bei der die Videos typischerweise von glitchigen, schnellen, unübersichtlichen, farbenfrohen Edits begleitet werden, die in einigen Fällen sogar mit Warnhinweis für lichtempfindliche Epilepsie versehen sind. Einige populäre Digicore-Künstler wie d0llywood1 bezeichnen Glitchcore sogar eher als „eine Ästhetik, wie die TikTok-Edits“, denn als ein eigentliches Musikgenre.

### Gacha-Pop
Gacha-Pop (ein Kofferwort aus Gashapon und Popmusik) wurde zunächst auf der Plattform Spotify als Playlist veröffentlicht, um japanische Popmusik einem internationalen Publikum bekannter zu machen. Diese wurde im Mai 2023 veröffentlicht und enthielt zunächst 75 Lieder von Künstlern wie Ado, Kenshi Yonezu, Yoasobi, Kaze Fujii, aber auch Man with a Mission, Radwimps und Reol.
Diese Playlist wurde erstellt, nachdem japanische Musik international immer größere Bekanntheit erfuhr. Vor allem Anime- und Videospielmusik, aber auch City-Pop, Lo-Fi-Hip-Hop, Vocaloid- und VTuber-Musik erfreuten sich in den vergangenen Jahren immer größerer Beliebtheit. Obwohl die Musik der Playlist auf den ersten Blick ungleich wirke, werden diese Lieder vom internationalen Publikum im gleichen Kontext als Repräsentation einer „coolen japanischen Popkultur“ betrachtet.
Während Noriko Aizawa vom japanischen Zweig von Spotify „Gacha-Pop“ eher als Schirmbegriff als ein eigenes Musikgenre betrachtet, wird dieses von anderen Medien als eine Musikrichtung gesehen, die dem Hyperpop ähnelt.